# Drávacsehi
Drávacsehi là một thị trấn thuộc hạt Baranya, Hungary. Thị trấn này có diện tích 7,4 km², dân số năm 2010 là 218 người, mật độ 29 người/km².